# Guillaume Boivin
Guillaume Boivin (nascido em 25 de maio de 1989, em Montreal) é um ciclista canadense. Competiu nos Jogos Pan-Americanos de 2015.